# Dumas (Arkansas)
Pour les articles homonymes, voir Dumas.

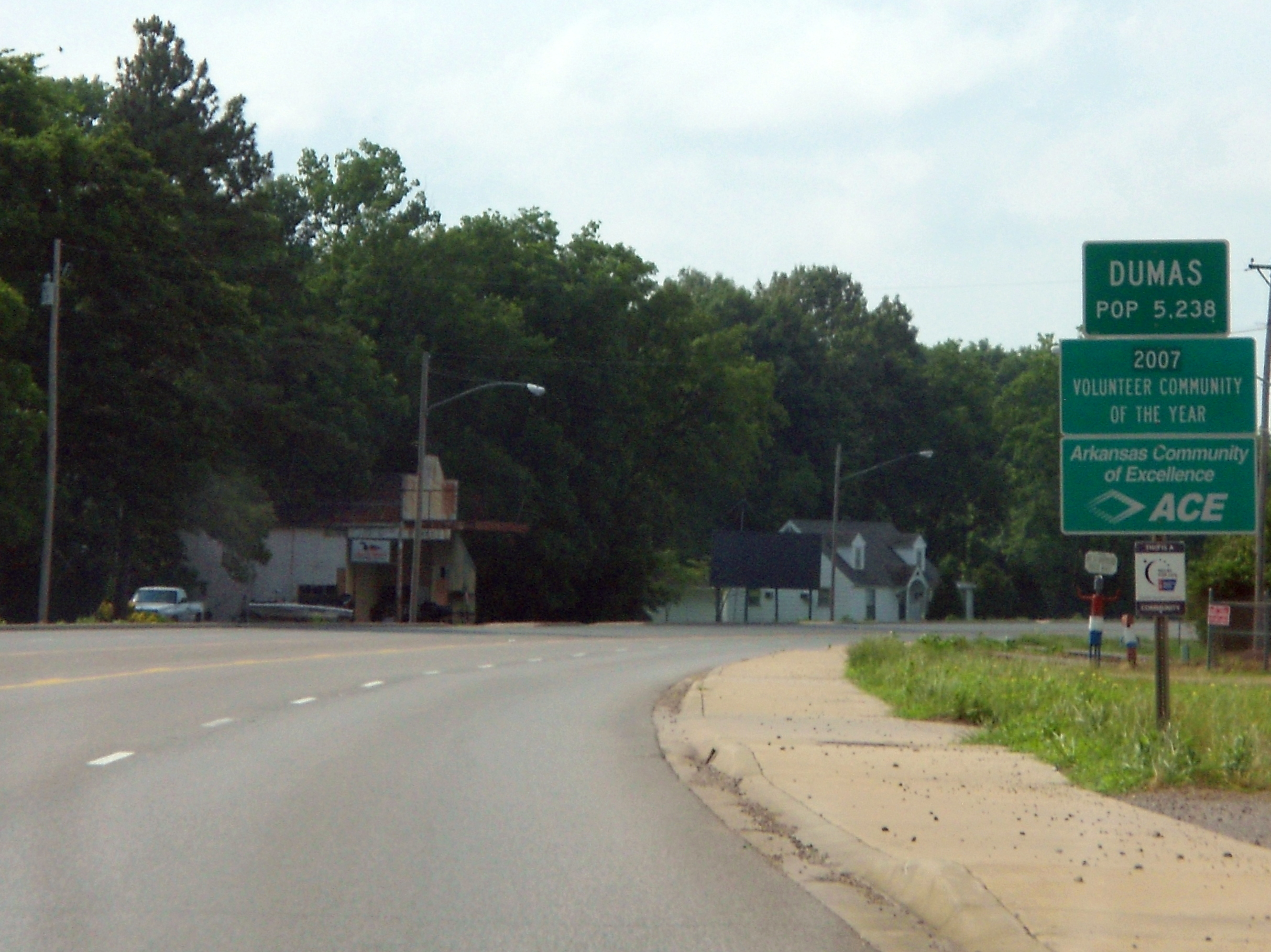
Entrer dans Dumas par le nord sur la US Route 65 dans l'Arkansas.

Dumas est une ville située dans l’État américain de l'Arkansas, dans le comté de Desha.

## Histoire
En 1870, un planteur, marchand et arpenteur d'origine française, William B. Dumas, acheta des acres de terres 
agricoles à la famille Abercrombie Holmes. 
La zone a été nommée Watson District et une ville a commencé à se développer. Ensuite, le district a été rebaptisé Dumas et a été incorporé en 1904.